# Ugo Vignuzzi
Ugo Vignuzzi (Roma, 14 gennaio 1948) è un linguista e filologo italiano.

## Biografia
Allievo di Ignazio Baldelli e Arrigo Castellani e membro dell'Accademia della Crusca, è noto per essere "illustre negli studi linguistici e dialettologici dell'area mediana". Professore ordinario di linguistica italiana (Dialettologia) presso l'Università degli Studi di Roma "La Sapienza", codirige assieme a Enzo Mattesini la rivista Contributi di filologia dell'Italia mediana (CoFIM).
Il 16 maggio 2005 il Presidente della Repubblica Carlo Azeglio Ciampi gli ha consegnato per conto dell’Accademia Nazionale dei Lincei il Premio «Prof. Luigi Tartufari» per i suoi meriti negli studi di storia della lingua italiana..
Dirige assieme a Patrizia Bertini Malgarini la redazione del Vocabolario storico della cucina italiana postunitaria (VoSCIP).
È membro, fra l'altro, dell’Istituto nazionale di Studi Romani, dell’Accademia dell'Arcadia e del Centro di Studi Filologici e Linguistici Siciliani.

## Opere
- Voce Dialettologia italiana, in: Raffaele Simone (a cura di), Enciclopedia dell'italiano, Roma, Treccani, 2010.
- 37. Lazio, Umbria and the Marche, in: Martin Maiden & Mair Parry (eds.), The Dialects of Italy, London / New York, Routledge, 1997, pp. 311–320.
- Marche, Umbrien, Lazio / Marche, Umbria, Lazio, in: Lexikon der Romanistischen Linguistik (LRL), hrsg. von G. Holtus, M. Metzeltin & C. Schmitt, Tübingen, Niemeyer, 8 voll., vol. 2/2 (Die einzelnen romanischen Sprachen und Sprachgebiete vom Mittelalter bis zur Renaissance), 1995, pp. 151–169.
- Il volgare nell'Italia mediana, in: Luca Serianni e Pietro Trifone (a cura di), Storia della lingua italiana, Torino, Einaudi, 1993-1994, voll. 3, vol. III (Le altre lingue), 1994, pp. 329–372.
- Italienisch: Areallinguistik VII. Marche, Umbrien, Lazio / Marche, Umbria, Lazio, in: Lexikon der Romanistischen Linguistik (LRL), hrsg. von G. Holtus, M. Metzeltin & C. Schmitt, Tübingen, Niemeyer, 8 voll., vol. 4º (Italienisch, Korsisch, Sardisch), 1988, pp. 606–642.
- Il "glossario latino-sabino" di ser Iacopo Ursello da Roccantica, Perugia, Le Ed. Univ. Ital. per Stranieri, 1984.
- Il volgare degli statuti di Ascoli Piceno del 1377-1496, in: «L'Italia dialettale», XXXVIII (1975), pp. 90–189; XXXIX (1976), pp. 93–228